# Un mondo quasi sereno
Un mondo quasi sereno (Un monde presque paisible) è un film del 2002 scritto e diretto da Michel Deville. Il film è tratto dal libro Quoi de neuf sur la Guerre di Robert Bober.

## Trama
Nel quartiere ebraico di Parigi alla fine della seconda guerra mondiale si intrecciano le storie di alcuni dei suoi abitanti. Il sarto Albert e la moglie Lea, con i loro due figli, stanno riavviando la loro attività, assumendo persone sopravvissute all'Olocausto. Charles, che ha perso la sua famiglia e ha una relazione con Lea. Maurice, ritornato da un campo di concentramento va a prostitute.

## Distribuzione
Il film è stato distribuito in Francia una prima volta a partire dal 18 dicembre 2002 con il titolo Un monde presque paisible, per essere poi ridistribuito una seconda volta dal 20 agosto 2004. In Italia è stato presentato in concorso alla Mostra del Cinema di Venezia del 2002, venendo proiettato il 5 settembre 2002 con il titolo Un mondo quasi sereno. In Belgio viene distribuito il 5 marzo 2003. Negli Stati Uniti, viene presentato al VCU French Film Festival il 26 marzo 2004 e al Scottsdale Film Festival il 1º novembre 2004, con il titolo in inglese Almost Peaceful, per essere poi proiettato regolarmente nei cinema a partire dal 20 agosto, a New York, e dal 1º ottobre, a Los Angeles. Nel Regno Unito viene proiettato a partire dal 18 giugno dello stesso anno. Mentre in Brasile viene distribuito dal 10 agosto.
Il film è inoltre conosciuto anche con i titoli: Един почти спокоен свят (Bulgaria), Cisza po burzy (Polonia), mentre internazionalmente è conosciuto sia con il titolo originale in francese Un monde presque paisible, che con il titolo internazionale in inglese Almost Peaceful.

## Accoglienza

### Incassi
La prima distribuzione internazionale del film ha incassato un totale di $470,137, mentre la seconda distribuzione nazionale francese ne ha incassati $106,184.

### Critica
Maurizio Cabona su Il Giornale dell'8 settembre 2002, del film scrive: "Un mondo quasi sereno mette la sordina al dolore nell'intento di renderlo più forte. Giusto. Ma la storia dei 'salvati' è meno spettacolare che la fine dei 'sommersi' di cui parlava Primo Levi."

## Riconoscimenti
- Festival International du Film au Féminin de Bordeaux
  - 2002 - Menzione speciale a Michel Deville[4]
- Mostra internazionale d'arte cinematografica
  - 2002 - Candidatura al Leone d'oro a Michel Deville